# Йоанис Пантазидис
Йоанис Пантазидис (на гръцки: Ιωάννης Πανταζίδης) е виден гръцки просветен деец от XIX век.

## Биография
Роден е в 1827 година във влашко гъркоманско семейство в българо-влашката паланка Крушево. Учи филология и работи като гръцки учител в Македония. Заминава за Германия да учи със стипендия на сярската гръцка община. Връща се и продължава да преподава в Македония, а по-късно в Атина. Става преподавател в гимназията и по старогръцка литература в Атинския университет. До 1875 година е директор на Националната библиотека. Член е на Археологическото дружество. Автор е на омиров речник и гимназиална педагогика.
В 1878 година оглавява Македонския комитет, организирал Гръцките въстания в Македония.
Умира в 1900 година.